# Ironia
La ironia és una figura retòrica que consisteix a indicar una idea mitjançant l'expressió, amb entonació significativa, de la idea contrària a allò que es vol donar a entendre. Com en altres contextos comunicatius, la ironia pública ha de tenir com a propietat indispensable una descodificació fàcil. És per aquest motiu que s'utilitza poc: el risc d'una incomprensió del sentit en frena l'ús.
N'hi ha quan, pel context, l'entonació o el llenguatge corporal (fent l'ullet, alçant i baixant els dits del mig i l'índex d'ambdues mans sobre el cap, col·locant el polze sobre els altres dos dits abaixats mentre es diu la ironia) es dona a entendre el contrari del que s'està dient. La intenció, que generalment ha de tenir una perspectiva, canvia sobre la base d'accions o efectes de la qual s'allunya per possibilitats externes. Quan la ironia té una intenció molt agressiva, es denomina sarcasme. En el llenguatge escrit, la intenció irònica pot explicitar-se amb un signe d'exclamació tancat entre parèntesis, mitjançant cometes, amb una emoticona, etc.; tot i que també existeix un signe d'ironia pròpiament, aquest (؟), proposat en el s. XIX pel poeta francès Alcanter de Brahms, que no obstant això no va assolir estendre'n l'ús.

## Etimologia
El terme grec del qual procedeix la ironia, εἰρωνείa (eironeia), significa 'simulació'. El pícar o simulador (eiron) fingeix ignorar allò que coneix. A l'antiga Grècia, el filòsof Sòcrates feu un ús hàbil de la ironia per desemmascarar els sofistes: s'acostava a ells com un humil alumne i els interrogava sobre qüestions que, en teoria, dominaven. A poc a poc, amb preguntes hàbils posava de manifest la ignorància dels presumptes savis.

## Exemples
T'han parlat massa –dels saguntins
i dels que per la pàtria moren:
les teves glòries –i els teus records, 
records i glòries –només de morts: 
has viscut trista.
(Joan Maragall, "Oda a Espanya")

La fàbrica us resol tots els problemes 
llevat del de la mort, almenys per ara.
(Miquel Martí i Pol)

...amb el seu bram sonor tal gesta agosarada.
"Oh, quina melodia! Quina finor de tacte!
Va dir l'Amo, I ordena: que em duguin el bastó!"
En veure'l, muda l'Ase d'idea I de cançó.
(L'ase I el canet, La fontaine. JFP)

La novel·la de Jane Austen Orgull i prejudici (Pride and Prejudice) comença amb la frase: És una veritat universalment acceptada que a un home solter en possessió d'una bona fortuna li fa falta una esposa (It is a truth universally acknowledged, that a single man in possession of a good fortune, must be in want of a wife). Tot seguit, en la novel·la queda clar que el que vol dir l'autora és just el contrari: que les dones (o les seves mares) estan sempre buscant un bon partit, un home ric per fer-ne un marit.